# 五里甸子镇
五里甸子镇，是中华人民共和国辽宁省本溪市桓仁满族自治县下辖的一个乡镇级行政单位。

## 行政区划
五里甸子镇下辖以下地区：
三架窝棚村、大镜沟村、五里甸子村、老黑山村、桦树甸子村和夹皮沟村。